# Hans De Weers
 (octobre 2018).
Si vous disposez d'ouvrages ou d'articles de référence ou si vous connaissez des sites web de qualité traitant du thème abordé ici, merci de compléter l'article en donnant les références utiles à sa vérifiabilité et en les liant à la section « Notes et références ».
Hans De Weers, né aux Pays-Bas, est un producteur néerlandais.

## Filmographie
- 1994 : Old Tongues de Gerardjan Rijnders[2]
- 1995 : Antonia et ses filles de Marleen Gorris[3]
- 1997 : House of America de Marc Evans[4]
- 1997 : Le passager clandestin de Ben van Lieshout
- 1998 : Nussin de Clara van Gool
- 1999 : Mates de Pieter Verhoeff
- 1999 : De Trein van zes uur tien de Frank Ketelaar
- 2000 : Somberman's Action de Casper Verbrugge
- 2000 : Ochtendzwemmers de Nicole van Kilsdonk[5]
- 2000 : Mariken de André van Duren[6]
- 2001 : R.I.P. de Jan Doense[7]
- 2001 : The Moving True Story of a Woman Ahead of Her Time de Pieter Verhoeff[8]
- 2002 : Oysters at Nam Kee's de Pollo de Pimentel[9]
- 2003 : Shelter de Boris Paval Conen
- 2004 : Bluebird de Mijke de Jong[10]
- 2004 : Eric in the Land of Insects de Gidi van Liempd
- 2005 : Johan de Nicole van Kilsdonk[11]
- 2006 : Don de Arend Steenbergen
- 2007 : Duska de Jos Stelling[12]
- 2008 : De Brief voor de Koning de Pieter Verhoeff[13]
- 2009 : Stricken de Reinout Oerlemans[14]
- 2010 : Dik Trom de Arne Toonen[15]
- 2010 : The Happy Housewife de Antoinette Beumer[16]
- 2010 : New Kids Turbo de Steffen Haars et Flip van der Kuil[17]
- 2011 : One Fine Day de Klaas Bense[18]
- 2011 : Nova Zembla de Reinout Oerlemans[19]
- 2011 : New Kids Nitro de Steffen Haars et Flip van der Kuil[20]
- 2012 : Man in Pak de Anna van der Heide
- 2012 : De Marathon de Diederick Koopal[21]
- 2012 : Jackie de Antoinette Beumer[22]
- 2013 : The Dinner de Menno Meyjes[23]
- 2015 : The Surprise de Mike van Diem[24]
- 2017 : The Fantastic Family Hotel de Ineke Houtman[25]
- 2017 : Messi and Maud de Marleen Jonkman[26]
- 2017 : Tulipani, Love, Honour and a Bicycle de Mike van Diem[27]